# Gnaphosa pseudolapponica
Gnaphosa pseudolapponica är en spindelart som beskrevs av Embrik Strand 1904. Gnaphosa pseudolapponica ingår i släktet Gnaphosa och familjen plattbuksspindlar.
Artens utbredningsområde är Norge. Inga underarter finns listade i Catalogue of Life.